# Barredero (localidad)
Barredero es una localidad de Bolivia, ubicada en el municipio de Bermejo de la provincia de Arce en el departamento de Tarija.

## Descripción
Barredero es la quinta localidad más grande del cantón Arrozales en el municipio de Bermejo en la zona sureste de la provincia de Arce. La ciudad se encuentra a una altitud de 416 m en la margen derecha del río Grande de Tarija, que forma la frontera con la vecina Argentina.

## Geografía
Barredero se encuentra en el borde sureste de la cadena de los Andes bolivianos en la transición al Gran Chaco, que se extiende por el noroeste de Paraguay, el noreste de Argentina y el sureste de Bolivia. El clima es subtropical con veranos calurosos y húmedos e inviernos moderadamente cálidos y secos.
La temperatura media anual es de 21 °C, los valores medios mensuales fluctúan entre 14 °C en junio y julio y 26 °C en diciembre y enero. La precipitación anual es de aproximadamente 950 mm, con una estación seca de seis meses de mayo a octubre y una estación lluviosa de diciembre a marzo con más de 150 mm de precipitación mensual.

## Demografía
Según el censo de 2012, la población de Barredero era de 132 habitantes.
| 504        | 570 | 132 |
| (Fuente: ) |     |     |

## Red de transporte
Barredero se ubica a una distancia de 231 kilómetros por carretera al sureste de Tarija, la capital del departamento.
Barredero está ubicada sobre la Ruta 33, que va desde la localidad de Bermejo en el sur hasta Caraparí; desde Caraparí, la Ruta 29 continúa hasta Campo Pajoso y allí se encuentra con la Ruta 9, que va desde Yacuiba en el sur a través de la metrópolis de Santa Cruz hasta el norte hasta Guayaramerín en Beni en la frontera con Brasil.
Desde Bermejo hacia el noroeste, la Ruta 1 pasa por Padcaya y Valle de Concepción (antes Uriondo) hasta la capital, Tarija. Desde allí, la Ruta 1 continúa hacia el norte a través de todo el Altiplano boliviano y pasa por las ciudades de Potosí, Oruro y El Alto hasta Desaguadero en la frontera con Perú.
Al sur, desde Bermejo del lado argentino, la Ruta Nacional 50 conduce a las ciudades del norte argentino de Aguas Blancas y Pichanal.